# Giuseppe Renato Imperiali
Giuseppe Renato Imperiali, född 29 april 1651 i Oria, död 15 januari 1737 i Rom, var en italiensk kardinal. 

## Biografi
Giuseppe Renato Imperiali var son till Michele Imperiali och Brigida Grimaldi.
I februari 1690 upphöjde påve Alexander VIII Imperiali till kardinaldiakon med San Giorgio in Velabro som titelkyrka.  Kardinal Imperiali kom att delta i fem konklaver: 1691, 1700, 1721, 1724 samt 1730.
Kardinal Imperiali avled i Rom 1737 och är begravd i basilikan Sant'Agostino. Hans gravmonument ritades av Paolo Posi och skulpterades av Pietro Bracci.

## Bilder

Kardinal Giuseppe Renato Imperialis titelkyrkor
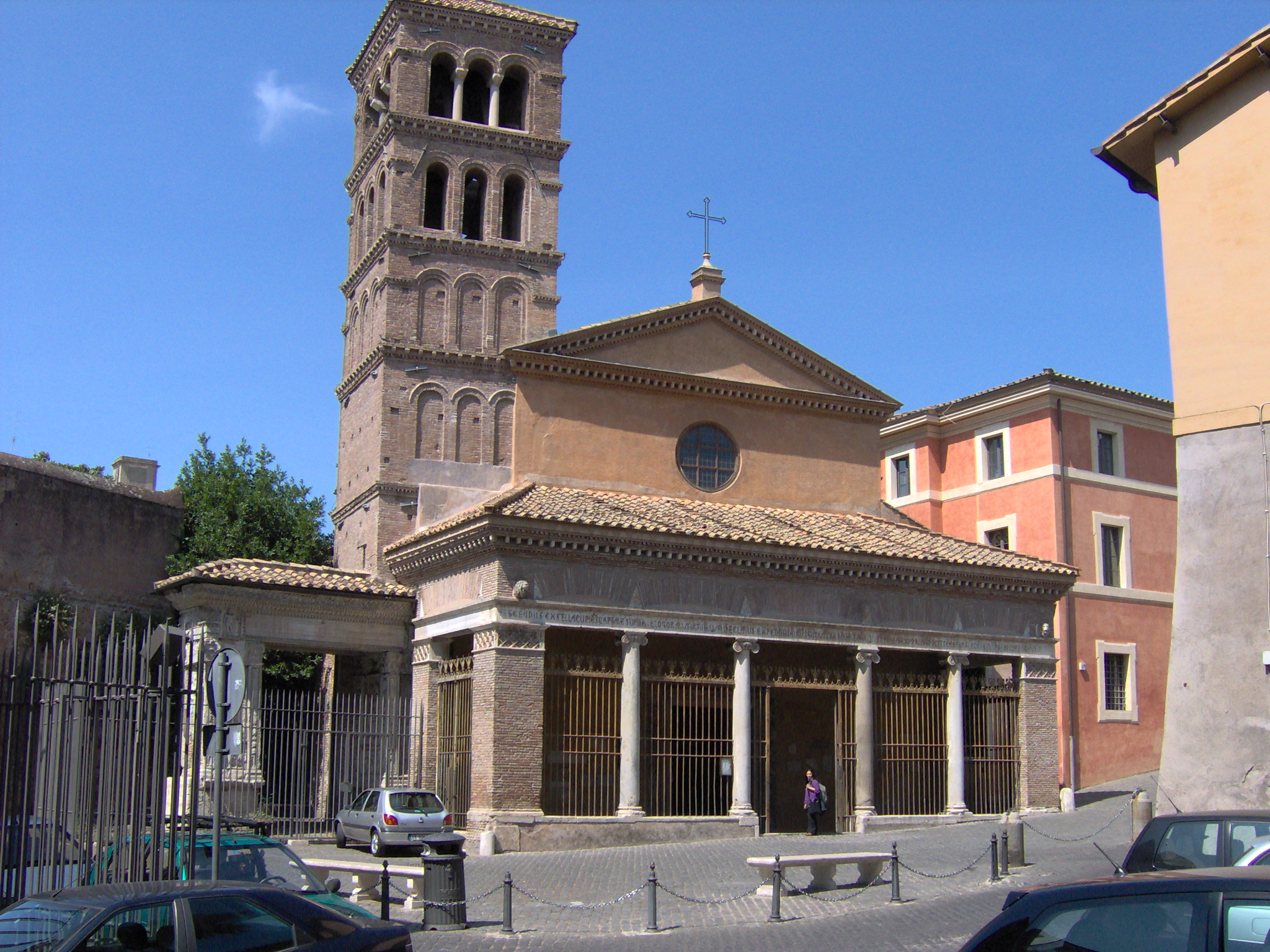
San Giorgio in Velabro.
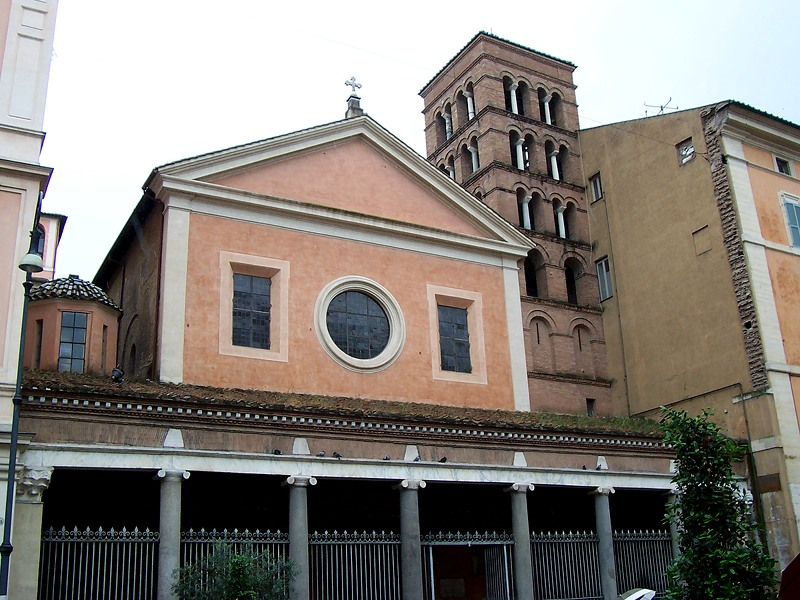
San Lorenzo in Lucina.

| - Kardinal Imperialis gravmonument. |